# Spilogale pygmaea
La mofeta moteada pigmea o zorrillo pigmeo (Spilogale pygmaea) es una especie de mamífero carnívoro de la familia Mephitidae endémica en México.

## Distribución y hábitat
La mofeta pigmea habita a largo de La costa pacífica de México. Se le encuentra en regiones boscosas y matorrales de suelo rocoso. Evitan los bosques densos y pantanos. Se guarecen en madrigueras o pueden refugiarse en los árboles.

## Descripción
La mofeta moteada pigmea es la más parecida a las comadrejas de su familia. Tiene un cuerpo más delgado, pelaje más fino y cola más pequeña que sus parientes cercanos. Alcanza una longitud de 115-345 mm con una cola de 70-120 mm. Tiene un pelaje de fondo negro con manchas blancas características sobre la frente y de 2-6 franjas blancas sobre la espalda y flancos. Las franjas se convierten en manchas sobre el dorso posterior. La punta de la cola con frecuencia es blanca. Como todas las mofetas, posee dos glándulas odoríferas grandes en la región perianal.pepe

## Comportamiento
La temporada de apareamiento ocurre en septiembre u octubre, pero la implantación es diferida hasta marzo o abril del año siguiente. El desarrollo embrionario toma de 28-31 días para una duración total de 230-250 días (contado desde el momento de la fecundación). Las hembras dan a luz entre 3-6 cachorros por camada. Los jóvenes adquieren su coloración definitiva después de los 21 días, abren los ojos a los 32 días, pueden rociar almizcle a los 46 días y son destetados después de los dos meses. Alcanzan el tamaño adulto a las 15 semanas y antes del año alcanzan la madurez sexual. Los jóvenes se dispersan en el otoño, pero pueden pasar el invierno con sus madres en una guarida comunal.
Esta mofeta es omnívora, sin embargo, es la más carnívora de la familia. Se alimenta principalmente de insectos, frutas, bayas, y en los meses de verano caza pequeños mamíferos, pájaros, y reptiles durante el invierno. Pueden trepar los árboles en persecución de sus presas y algunas veces incursiona en los nidos de las aves de corral para apoderarse de los huevos.
Los jóvenes se han observado acompañando a sus madres en sus paseos de cacería nocturna. Con frecuencia comparten nidos grandes durante le invierno pero no hibernan. La especie es estrictamente nocturna. La primera reacción en caso de amenaza es la huida. Cuando se ve acorralado se muestra agresiva, se eriza y eleva su cola para aparentar ferocidad mayor tamaño. Pueden parase sobre sus patas delanteras y en esa posición arremeter incluso contra su atacante. Si la amenaza persiste se retira parado en cuatro patas y se dobla sobre sí misma en forma de U, apuntando a su enemigo. Es entonces cuando despide su excreción olorosa rociando a su oponente.

## Conservación
En la Lista Roja de la UICN la especie está clasificada como especie vulnerable, debido a la reducción progresiva de su población, hasta en un 30% durante tres generaciones (15 años) inferido por el porcentaje de pérdida de su hábitat. Esta especie posee un hábitat restringido y discontinuo en un área de México en franco desarrollo y es amenazada como resultado de las actividades inherentes al desarrollo del turismo. A pesar de que la especie habita una variedad de hábitats es capaz de sobrevivir bajo condiciones de intervención humana, sin embargo en estas áreas los perros y gatos representan una amenaza.